# Baie-Comeau

Baie-Comeau es una ciudad de la provincia de Quebec, Canadá. Está ubicada en el condado regional de Manicouagan y a su vez, en la región administrativa de Côte-Nord. Hace parte de las circunscripciones electorales de René-Lévesque a nivel provincial y de Manicouagan a nivel federal.

## Geografía
Baie-Comeau se encuentra ubicada en las coordenadas 49°13′00″N 68°12′00″O / 49.21667, -68.20000. Según Statistics Canada, tiene una superficie total de 338.99 km² y es una de las 1135 municipalidades en las que está dividido administrativamente el territorio de la provincia de Quebec.

### Clima
| Parámetros climáticos promedio de Baie Comeau (1981−2010) | Parámetros climáticos promedio de Baie Comeau (1981−2010) | Parámetros climáticos promedio de Baie Comeau (1981−2010) | Parámetros climáticos promedio de Baie Comeau (1981−2010) | Parámetros climáticos promedio de Baie Comeau (1981−2010) | Parámetros climáticos promedio de Baie Comeau (1981−2010) | Parámetros climáticos promedio de Baie Comeau (1981−2010) | Parámetros climáticos promedio de Baie Comeau (1981−2010) | Parámetros climáticos promedio de Baie Comeau (1981−2010) | Parámetros climáticos promedio de Baie Comeau (1981−2010) | Parámetros climáticos promedio de Baie Comeau (1981−2010) | Parámetros climáticos promedio de Baie Comeau (1981−2010) | Parámetros climáticos promedio de Baie Comeau (1981−2010) | Parámetros climáticos promedio de Baie Comeau (1981−2010) |
| Mes                                                       | Ene.                                                      | Feb.                                                      | Mar.                                                      | Abr.                                                      | May.                                                      | Jun.                                                      | Jul.                                                      | Ago.                                                      | Sep.                                                      | Oct.                                                      | Nov.                                                      | Dic.                                                      | Anual                                                     |
| --------------------------------------------------------- | --------------------------------------------------------- | --------------------------------------------------------- | --------------------------------------------------------- | --------------------------------------------------------- | --------------------------------------------------------- | --------------------------------------------------------- | --------------------------------------------------------- | --------------------------------------------------------- | --------------------------------------------------------- | --------------------------------------------------------- | --------------------------------------------------------- | --------------------------------------------------------- | --------------------------------------------------------- |
| Temp. máx. abs. (°C)                                      | 11.4                                                      | 8.2                                                       | 10.3                                                      | 21.8                                                      | 30.0                                                      | 31.8                                                      | 32.8                                                      | 31.1                                                      | 28.1                                                      | 21.7                                                      | 18.1                                                      | 13.9                                                      | 32.8                                                      |
| Temp. máx. media (°C)                                     | -8.7                                                      | -6.7                                                      | -1.5                                                      | 4.5                                                       | 11.9                                                      | 18.0                                                      | 20.9                                                      | 20.2                                                      | 15.2                                                      | 8.5                                                       | 1.9                                                       | -4.5                                                      | 6.6                                                       |
| Temp. media (°C)                                          | -14.3                                                     | -12.7                                                     | -6.5                                                      | 0.6                                                       | 6.8                                                       | 12.4                                                      | 15.6                                                      | 14.7                                                      | 10.1                                                      | 4.3                                                       | -1.8                                                      | -9.3                                                      | 1.7                                                       |
| Temp. mín. media (°C)                                     | -19.9                                                     | -18.6                                                     | -11.4                                                     | -3.2                                                      | 1.7                                                       | 6.8                                                       | 10.3                                                      | 9.2                                                       | 5.0                                                       | 0.1                                                       | -5.5                                                      | -14.1                                                     | -3.3                                                      |
| Temp. mín. abs. (°C)                                      | -47.2                                                     | -44.4                                                     | -35.6                                                     | -21.0                                                     | -8.3                                                      | -3.2                                                      | 0.6                                                       | -0.7                                                      | -6.1                                                      | -11.0                                                     | -22.8                                                     | -37.8                                                     | -47.2                                                     |
| Precipitación total (mm)                                  | 83.4                                                      | 65.2                                                      | 68.4                                                      | 79.7                                                      | 91.1                                                      | 88.7                                                      | 93.1                                                      | 75.4                                                      | 86.3                                                      | 95.3                                                      | 95.8                                                      | 78.7                                                      | 1001.0                                                    |
| Lluvias (mm)                                              | 12.3                                                      | 14.4                                                      | 23.7                                                      | 50.7                                                      | 88.3                                                      | 88.7                                                      | 93.1                                                      | 75.4                                                      | 86.3                                                      | 90.0                                                      | 57.7                                                      | 17.0                                                      | 697.6                                                     |
| Nevadas (cm)                                              | 83.8                                                      | 59.1                                                      | 48.2                                                      | 30.3                                                      | 2.7                                                       | 0.0                                                       | 0.0                                                       | 0.0                                                       | 0.01                                                      | 5.4                                                       | 40.2                                                      | 73.2                                                      | 342.9                                                     |
| Días de precipitaciones (≥ 0.2 mm)                        | 16.2                                                      | 12.8                                                      | 12.8                                                      | 12.3                                                      | 14.2                                                      | 13.5                                                      | 14.6                                                      | 13.5                                                      | 13.5                                                      | 15.0                                                      | 14.1                                                      | 14.8                                                      | 167.3                                                     |
| Días de lluvias (≥ 0.2 mm)                                | 1.6                                                       | 1.8                                                       | 3.7                                                       | 8.3                                                       | 14.1                                                      | 13.5                                                      | 14.6                                                      | 13.5                                                      | 13.5                                                      | 14.8                                                      | 8.7                                                       | 2.6                                                       | 110.9                                                     |
| Días de nevadas (≥ 0.2 cm)                                | 16.8                                                      | 11.8                                                      | 10.7                                                      | 6.2                                                       | 0.89                                                      | 0.0                                                       | 0.0                                                       | 0.0                                                       | 0.05                                                      | 1.7                                                       | 8.6                                                       | 14.3                                                      | 71.1                                                      |
| Horas de sol                                              | 112.5                                                     | 134.4                                                     | 163.5                                                     | 181.7                                                     | 217.3                                                     | 237.1                                                     | 244.0                                                     | 238.4                                                     | 163.8                                                     | 123.4                                                     | 90.7                                                      | 94.7                                                      | 2001.5                                                    |
| Fuente: Environment Canada                                |                                                           |                                                           |                                                           |                                                           |                                                           |                                                           |                                                           |                                                           |                                                           |                                                           |                                                           |                                                           |                                                           |

## Demografía
Según el censo de 2011, había 22 113 personas residiendo en esta ciudad con una densidad poblacional de 65.2 hab./km². Los datos del censo mostraron que de las 22 554 personas en 2006, en 2011 el cambio poblacional fue una disminución de 441 habitantes (-2%). El número total de inmuebles particulares resultó de 10 222 con una densidad de 30.15 inmuebles por km². El número total de viviendas particulares que se encontraban ocupadas por residentes habituales fue de 9659.